# والفرد هلمن
والفرد هلمن (انگلیسی: Walfrid Hellman; ۱۷ نوامبر ۱۸۸۳ – ۷ اکتبر ۱۹۵۲) ورزشکار ورزش تیراندازی اهل سوئد بود.
وی در مسابقات کشوری و بین‌المللی در مجموع برندهٔ ۱ مدال برنز شده‌است.